# كال هابارد
كال هابارد (بالإنجليزية: Cal Hubbard)‏ هو لاعب كرة قدم أمريكية أمريكي، ولد في 31 أكتوبر 1900 في ميزوري في الولايات المتحدة، وتوفي في 17 أكتوبر 1977 في فلوريدا في الولايات المتحدة بسبب سرطان.

## وصلات خارجية
- كال هابارد على موقع قاعة مشاهير كرة القاعدة (الإنجليزية)
- كال هابارد على موقع مرجع كرة القدم المحترفة.كوم (الإنجليزية)
- كال هابارد على موقع قاعة ميسوري للمشاهير الرياضية (الإنجليزية)
- كال هابارد على موقع الموسوعة البريطانية (الإنجليزية)
- كال هابارد على موقع إن إن دي بي (الإنجليزية)